# اوگنی (جمهوری آلتای)
اوگنی (به لاتین: Ogni) یک منطقهٔ مسکونی در روسیه است که در جمهوری آلتای واقع شده‌است.